# Ramón Correa
Ramón Correa y Guevara Vasconcelos (19 de marzo de 1767 - 29 de abril de 1822) fue un militar al servicio del Imperio Español. Nació en Ceuta, sus padres fueron Melchor y María Concepción. Combatió en las guerras de independencia de Colombia y Venezuela. 

## Trayectoria militar
Recibió la distinión de caballero de Santiago y el nombramiento de capitán de Regimiento de infantería de Aragón. Sirvió en Venezuela como capitán en el Batallón Veterano, y luego se traslada a Barcelona y Maracaibo, en esta última ciudad y en Barinas ocupó el cargo de Gobernador. En 1809 casó con Ursula Miyares (hija del entonces Capitán General de Venezuela Fernando Miyares), que fallecería en Santiago de Cuba el 2 de noviembre de 1855, tuvo cinco hijos: María Concepción, Fernando, Gertrudis, Ramón e Inés.
Combatió la revolución venezolana desde su principio contra Francisco de Miranda y siendo coronel, fue derrotado durante la Campaña Admirable por Simón Bolívar el 28 de febrero de 1813 en la Batalla de Cúcuta. En 1817 defendió con éxito San Fernando de Apure del asedio del general rebelde José Antonio Páez. En la Batalla de La Puerta (1818), antes de ser retirado del campo de batalla, el general Pablo Morillo da la famosa orden a sus comandantes, que otros atribuyen a la humanidad del brigadier Correa contrario a la guerra a muerte, y otros a la gravedad de las heridas de Morillo:
Sálvense los prisioneros y respétense sus vidas. Siendo Brigadier figuró como miembro de la comisión española en los tratados de Santa Ana de 1820 firmados por Bolívar y Morillo. Un año más tarde, siendo Capitán General interino de Venezuela, tuvo que enfrentar la derrota del Batallón Hostalrich a manos del general Bermúdez en camino hacía la capital. Ramón Correa abandonó Caracas y a finales de 1821 partió para siempre de Venezuela hacía la Capitanía General de Puerto Rico.